# Emilio Frías Ponce
Emilio Frías Ponce (Albacete, 22 de agosto de 1946) es un magistrado español, presidente del Tribunal Superior de Justicia de Castilla-La Mancha entre 1996 y 2005 y magistrado del Tribunal Supremo entre 2005 y 2018.

## Biografía
Nació el 22 de agosto de 1946 en Albacete. Ingresó en la carrera judicial en 1972. Estuvo destinado en los Juzgados de Primera Instancia e Instrucción de Alcaraz y Hellín. Desde 1975 prestó servicio en las Audiencias Territoriales de Cáceres, Las Palmas de Gran Canaria y Albacete y en la Audiencia Provincial de Murcia, donde presidió la Sala de lo Contencioso-Administrativo entre 1985 y 1987.
Fue magistrado de la Sala de lo Contencioso-Administrativo del Tribunal Superior de Justicia de Castilla-La Mancha. En 1996 fue elegido presidente del Tribunal Superior de Justicia de Castilla-La Mancha, cargo que ejerció hasta 2005, cuando fue nombrado magistrado del Tribunal Supremo, desempeñando su cargo en la Sala Tercera del citado alto tribunal hasta 2018.